# Pătrașcu cel Bun

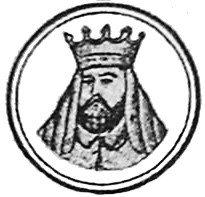
Pătrașcu cel Bun

Pătrașcu cel Bun was de Prins van Wallachije (1554-1558). Hij was de zoon van Radu Paisie en de vader van Michaël de Dappere; hij was een lid van de familie Drăculești.